# Легкоходство
Легкохо́дство (англ. lightweight backpacking, от lightweight — «легковесный» и backpack — «рюкзак», также fast and light — «скоро и легко») — один из этапов развития спортивного туризма, характерным признаком которого является приверженность идеологии минимализма без угрозы безопасности. Для этого вес основного снаряжения (экипировка, содержимое рюкзака, исключая топливо, воду и еду, объём которых зависит от продолжительности и стиля похода) уменьшают насколько это безопасно и возможно. Иногда также сокращают объём провизии.

## История
Одним из пионеров легкоходства считают Эмму Гейтвуд, которую чаще называют просто «бабушка Гейтвуд». В 1955 году она пешком прошла около 3,5 тысяч километров по Аппалачской тропе, имея при себе только вещмешок с армейским одеялом и другим снаряжением, которое — гораздо легче традиционного.
Однако популярность легкоходство обрело, благодаря американскому альпинисту Рэю Жардину, чья книга «Справочник туриста» (PCT Hiker’s Handbook), изданная в 1992 году и переименованная в 1999 году в «Не просто туризм» (Beyond Backpacking), заложила основы техники легкоходства. Когда Жардин в первый раз прошёл тропу тихоокеанской гряды  (Pacific Crest Trail), вес его снаряжения составлял около 11 килограмм, а когда он проходил её в третий раз, вес снаряжения составлял всего около 4 килограмм.

## Философия

### Спортивный туризм
Используя более лёгкое и многофункциональное снаряжение легкоходы могут покрывать большее расстояние за день, меньше уставая при этом. Это немаловажно для пешего туризма.
Базовые идеи легкоходства:
- Доверие к природе. Разумное сближение с дикой природой увеличивает наш комфорт и безопасность
- Каждую вещь используют с максимальной эффективностью
- Каждый предмет лучше продуман, поэтому обладает меньшей избыточностью. Это не означает минималистский подход, предметов у легкохода может быть столько же, как и у обычного туриста
- Уверенность, что лёгкое снаряжение работает так же хорошо, как и стандартное

### Альпинизм
При применении легкоходства в альпинизме численность связки (а, соответственно, и вес снаряжения, и скорость прохождения маршрута) возможно снизить с 12 спортсменов до 2. Вес снаряжения снижают в ущерб безопасности. Легкоходство в альпинизме изменяет стиль восхождения.

## Классификация
В традиционном туризме снаряжение обычно весит более 14 килограмм (без питания). Хотя чётких границ веса не существует, но условно легкоходов можно разделить на:
- Легкоходы — облегчают снаряжение до 10 килограмм
- Ультралегкоходы (ультрасы) — имеют вес снаряжения около 5 килограмм
- Суперультралегкоходы — собирают экстремально лёгкие наборы снаряжения около 2.5 килограмм. Но для путешествий с таким снаряжением необходимо быть очень выносливым и иметь большой походный опыт

## Способы снижения веса снаряжения

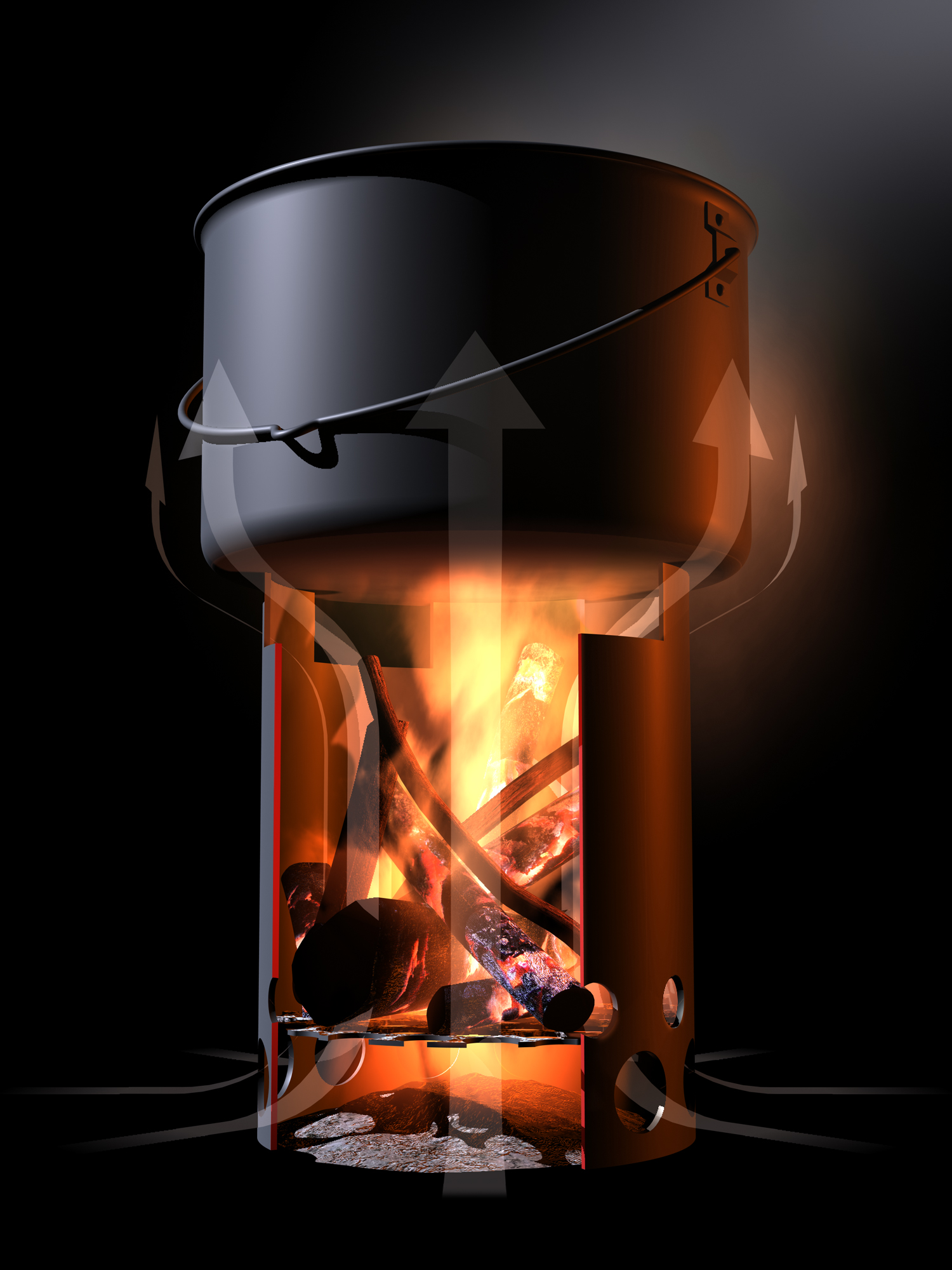
Переносная дровяная печь

Снизить вес снаряжения можно несколькими способами:
- Брать только необходимые вещи — самый простой способ снизить вес снаряжения. Не стоит забивать рюкзак складными стульями, кипятильниками, электронными устройствами, ненужной одеждой
- Использование снаряжения, сделанного из более лёгких материалов. Например, изделия из алюминия — легче стальных, а синтетические ткани — легче натуральных. Вместо ботинок носить кроссовки (или кеды). Стеклянные бутылки для воды заменить пластиковыми пакетами. Использовать дровяные печи на биогазе (biogas), дровяную печь (wood stove) или спиртовки (alcohol stove) вместо газовых примусов. Вместо шапки использовать балаклаву. Полностью отказываться от головного убора нельзя, так как при температуре близкой к нулю, до половины потерь тепла приходится на голову
- Доработка снаряжения с целью снижения его веса. К примеру, можно отрезать ручку у зубной щётки или просверлить в ней несколько отверстий. Можно отпороть все этикетки и декоративные элементы с одежды
- Использование многофункционального оборудования, например, ложка-вилка, мультитул, дождевик-тент

### «Три тяжеловеса» или «большая тройка»

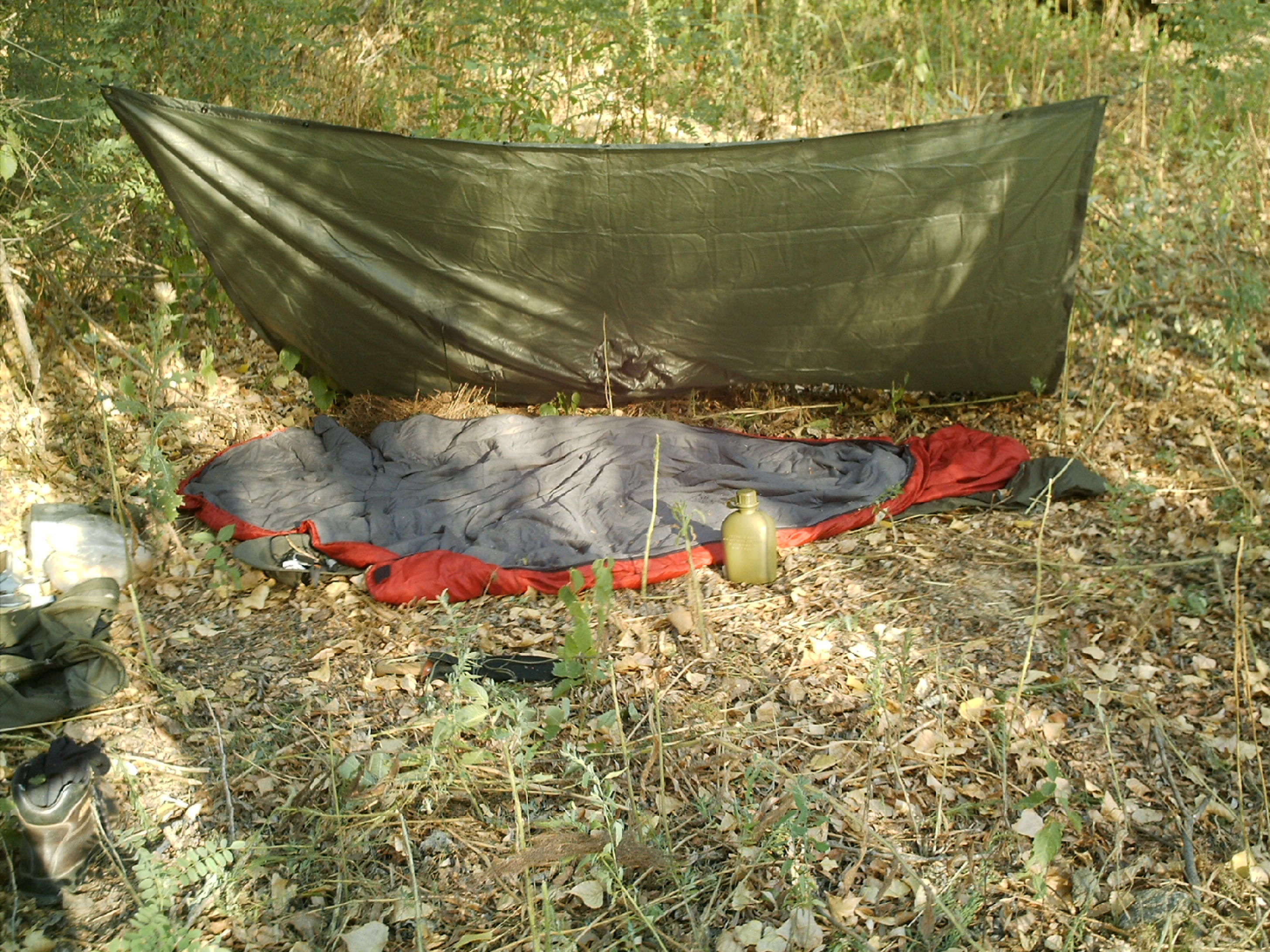
Плащ-палатка

Палатка, спальное снаряжение и рюкзак — вот 3 самые необходимые вещи для туриста. Таким образом, снизив их вес, можно значительно уменьшить общий вес снаряжения.
Вместо палатки, как правило, используют тент. Тент часто совмещают с дождевиком. Используют однослойные тенты, не только для уменьшения веса, но и объёма снаряжения. Вместо крепёжных колец используют петли, что позволяет, не увеличивая веса дождевика, использовать его как тент. В последнее время широкое распространение получили дождевики в виде пончо с крепёжными петлями на углах.
Снизить вес спальной системы можно несколькими способами:
- Применение лёгких материалов. Используют стёганые спальные мешки, наполненные пухом
- Уменьшение теплоотдачи. Устраивают биваки в защищённых от ветра местах. Каремат совмещают с гамаком, что позволяет уменьшить потери тепла от земли. Можно спать в одежде в более лёгком летнем спальном мешке. Надевают под одежду большой полиэтиленовый мешок, уменьшая таким образом потерю тепла с помощью пароизоляции.

В связи с тем, что общий вес снаряжения будет небольшой, рюкзак можно делать из менее прочных, но более лёгких материалов. Сейчас можно купить готовый рюкзак весом 200—400 грамм. Но многие легкоходы предпочитают шить рюкзаки самостоятельно.